# 蕭儼
蕭儼（1406年—？年），字畏之，號竹軒，四川成都府內江縣人，明朝政治人物。

## 生平
正統七年（1442年）壬戌科第二甲第三十七名進士。歷刑部郎中，累升貴州左布政。

## 著作
有《竹軒稿》、《明風雅廣選》。

## 家族
曾祖蕭遠中，祖蕭興祖，父蕭文綬，母方氏。